# Krasnopiłka (obwód czerkaski)
Krasnopiłka (ukr. Краснопілка) – wieś na Ukrainie, w obwodzie czerkaskim, w rejonie humańskim, w hromadzie Pałanka. W 2001 liczyła 874 mieszkańców, wśród których 846 wskazało jako ojczysty język ukraiński, 24 rosyjski, 1 mołdawski, 2 białoruski, a 1 inny.